# Far Cry New Dawn
Far Cry New Dawn – strzelanka pierwszoosobowa, stworzona przez studio Ubisoft Montreal. Została wydana 15 lutego 2019 na konsole PlayStation 4, Xbox One oraz komputery osobiste. Gra jest spin-offem serii Far Cry oraz bezpośrednią kontynuacją Far Cry 5.

## Fabuła
Akcja gry rozgrywa się 17 lat po wydarzeniach z Far Cry 5 w postapokaliptycznym hrabstwie Hope w stanie Montana. Po ustąpieniu nuklearnej zimy nadszedł tzw. wielki rozkwit, czyli okres nagłego kwitnięcia roślin, przede wszystkim jaskraworóżowych kwiatów. Bohaterem gry, podobnie jak w poprzedniej części, jest postać samodzielnie stworzona przez gracza, której zadaniem jest stawienie czoła podróżującej po całym kraju bandzie łupieżców znanych jako Highwaymen, dowodzonej przez dwie czarnoskóre bliźniaczki Mickey i Lou.